# Pieter Valckenier
 (novembre 2024).
Pieter Valckenier, né à Emmerik en 1638 ou 1641 et mort le 15 juillet 1712, est un diplomate néerlandais à Francfort-sur-le-Main, Ratisbonne et Zurich. Il est connu comme historien et a traité des guerres qui ont fait rage sur le continent dans ses livres controversés Verwerd Europa (1668-75). 

## Biographie
Valckenier étudie le droit à Leyde et entre ensuite dans le service diplomatique. En 1668, il conseille d'entrer dans une coalition avec l'Angleterre, ce que Johan de Witt fait également. Il est envoyé à Francfort en 1676 ou 1678 et à Ratisbonne en 1683. Il représente la République des Sept Pays-Bas unis auprès des cantons suisses pendant quatorze ans (à partir de 1690). En 1697, pendant la guerre de Neuf Ans, son livre est interdit en France. Il s'engage à aider les Vaudois qui cherchent un nouveau logement. Il est rappelé et installé comme avocat à Amsterdam. On ne sait pas s'il meurt à Amsterdam en 1712. Il est enterré dans la Grote de Sint-Jacobskerk (La Haye).